# Deli Spice
《Deli Spice》는 1997년 8월 8일에 발매된 델리스파이스의 데뷔 및 첫 번째 정규 앨범이다. 총 11곡이 수록되어 있으며, 타이틀 곡은 2번 트랙인 〈가면〉이다. 3번 트랙 〈차우차우〉가 2002년에 개봉된 영화 《후아유》의 삽입곡으로 쓰이면서 밴드의 이름이 알리지게 되었는데, 영화에 삽입된 판은 보컬을 맡았던 김민규의 목소리가 낮춰지는 대신 현악기의 음색이 강조되어 있다.
밴드의 리더인 김민규에 의해 음반의 판권이 뮤직디자인에서 문라이즈로 이양되면서, 디앤씨뮤직을 통해 2005년 12월 7일에 재발매되었다.

## 음반 소개
델리스파이스의 시그니쳐송을 넘어 올타임 클래식이 된 〈챠우챠우〉는 너바나의 〈Smells Like Teen Spirit〉, 혹은 R.E.M.의 〈Losing My Religion〉에 대한 국내 인디의 서정적인 대답으로 해석할 수도 있을 것 같다. 대안문화의 붐이 일던 1990년대의 특수성이 깃들어 있고, 영향받았으되 온전히 로컬한 문화적 감수성으로 재현한 노래이기 때문이다. 당시 라디오와 공연을 관람한 이들의 입소문으로 호응을 얻었던 ‘챠우챠우’는 같은 프레이즈가 반복되는 형식이면서도 ‘(아무리 애를 쓰고 귀를 막아보려 해도) 너의 목소리가 들려’가 전부인 단조로운 가사를 신선한 연주와 아름다운 멜로디로 뛰어넘은 특별한 노래가 되었다. 인디펜던트 이전에 언더그라운드가 추구하던 헤비 메탈 밴드의 스타일을 탈피, U2나 R.E.M.이나 스미스로부터 영향받았을 찰랑거리는 기타 위주의 유미적인 노래를 선보였던 델리스파이스는 도발적인 펑크의 축을 담당한 크라잉넛이나 노브레인과 함께 국내 인디 문화의 시작을 설명하는 중요한 키워드가 된다. 당시 델리의 초기 멤버는 김민규, 윤준호, 이승기, 오인록으로, 통신 모임 하이텔에서 구인을 통해 만났다는 후일담이 전해진다. 수록곡 중 〈No Carrier〉는 통신상에서 접속 불능을 의미하는 표시다.

## 수록곡
| #             | 제목                                                       | 작사          | 작곡           | 재생 시간 |
| ------------- | ---------------------------------------------------------- | ------------- | -------------- | --------- |
| 1.            | 노 캐리어                                                  | 윤준호        | 윤준호         | 4:13      |
| 2.            | 가면                                                       | 김민규        | 김민규         | 4:07      |
| 3.            | 챠우챠우-아무리 애를 쓰고 막아보려 해도 너의 목소리가 들려 | 김민규        | 김민규         | 4:28      |
| 4.            | 콘 후레이크                                                | 김민규        | 김민규         | 3:01      |
| 5.            | 기쁨이 들리지 않는 거리                                    | 김민규        | 김민규         | 4:37      |
| 6.            | 저승 탐방기                                                | 김민규        | 김민규         | 3:19      |
| 7.            | 귀향                                                       | 김민규        | 김민규         | 3:40      |
| 8.            | 누가?                                                      | 김민규        | 김민규, 오인록 | 4:00      |
| 9.            | 투명인간                                                   | 김민규        | 김민규         | 2:57      |
| 10.           | 오랜만의 외출                                              | 김민규        | 김민규         | 3:32      |
| 11.           | 사수자리                                                   | 김민규        | 김민규         | 6:29      |
| 총 재생 시간: | 총 재생 시간:                                              | 총 재생 시간: | 총 재생 시간:  | 44:23     |

## 만든 사람들
- 프로듀서: 델리스파이스
- 레코딩 엔지니어: 변성복, 배진호
- 믹싱 엔지니어: 변성복
- 기획사: 뮤직디자인
- 레코딩 스튜디오: 광화문 스튜디오
- 마스터링 스튜디오: 지구스튜디오
- 믹싱: 광화문 스튜디오
- 보컬, 기타: 김민규
- 보컬, 베이스: 윤준호
- 키보드: 이승기
- 드럼: 오인록